# Пођоло (Арецо)
Пођоло је насеље у Италији у округу Арецо, региону Тоскана.
Према процени из 2011. у насељу је живело 104 становника. Насеље се налази на надморској висини од 275 м.